# Uthlande

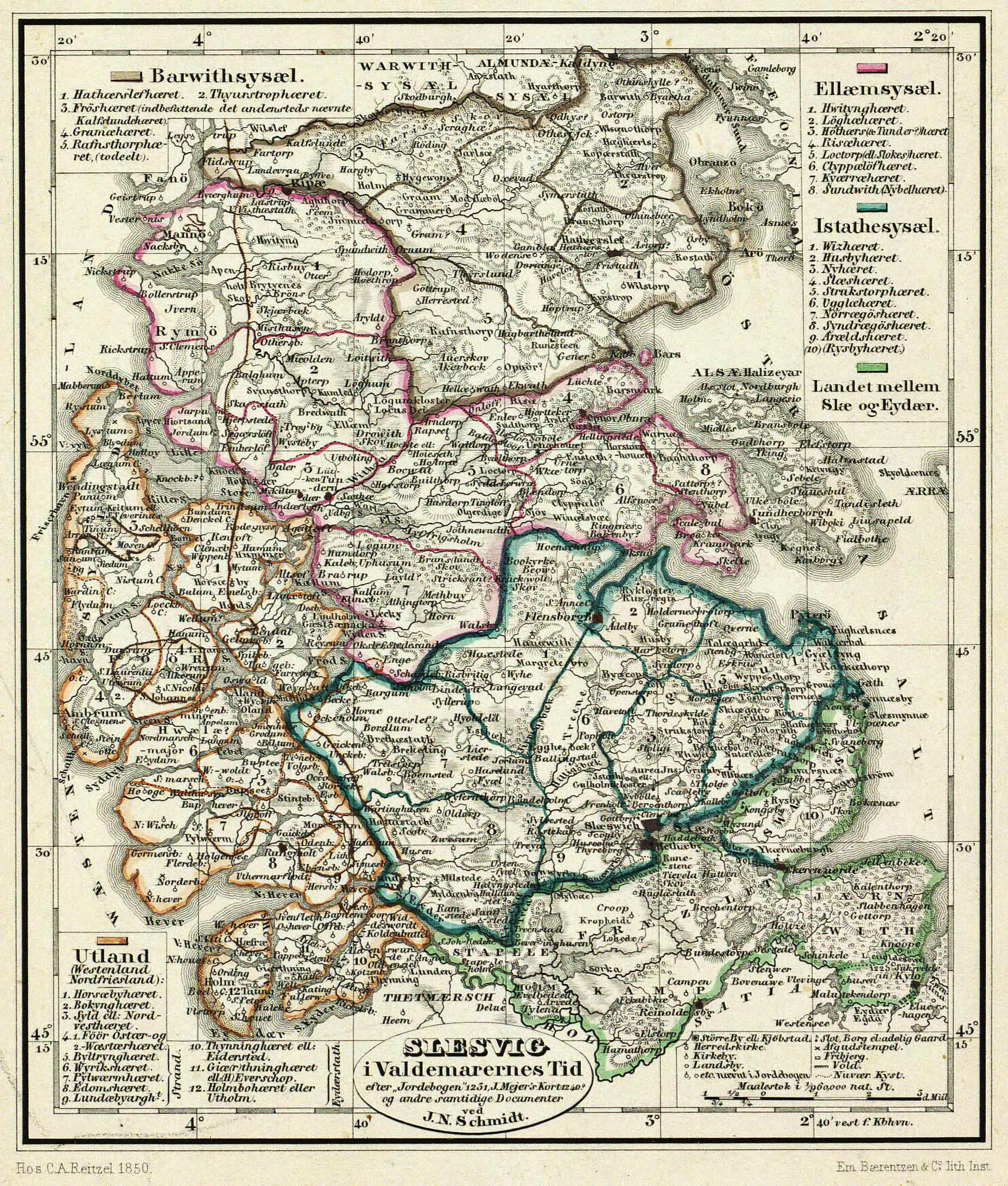
Utland auf einer Karte des Herzogtums Schleswig von 1850, die den Zustand zur Zeit Waldemars II. zeigen soll

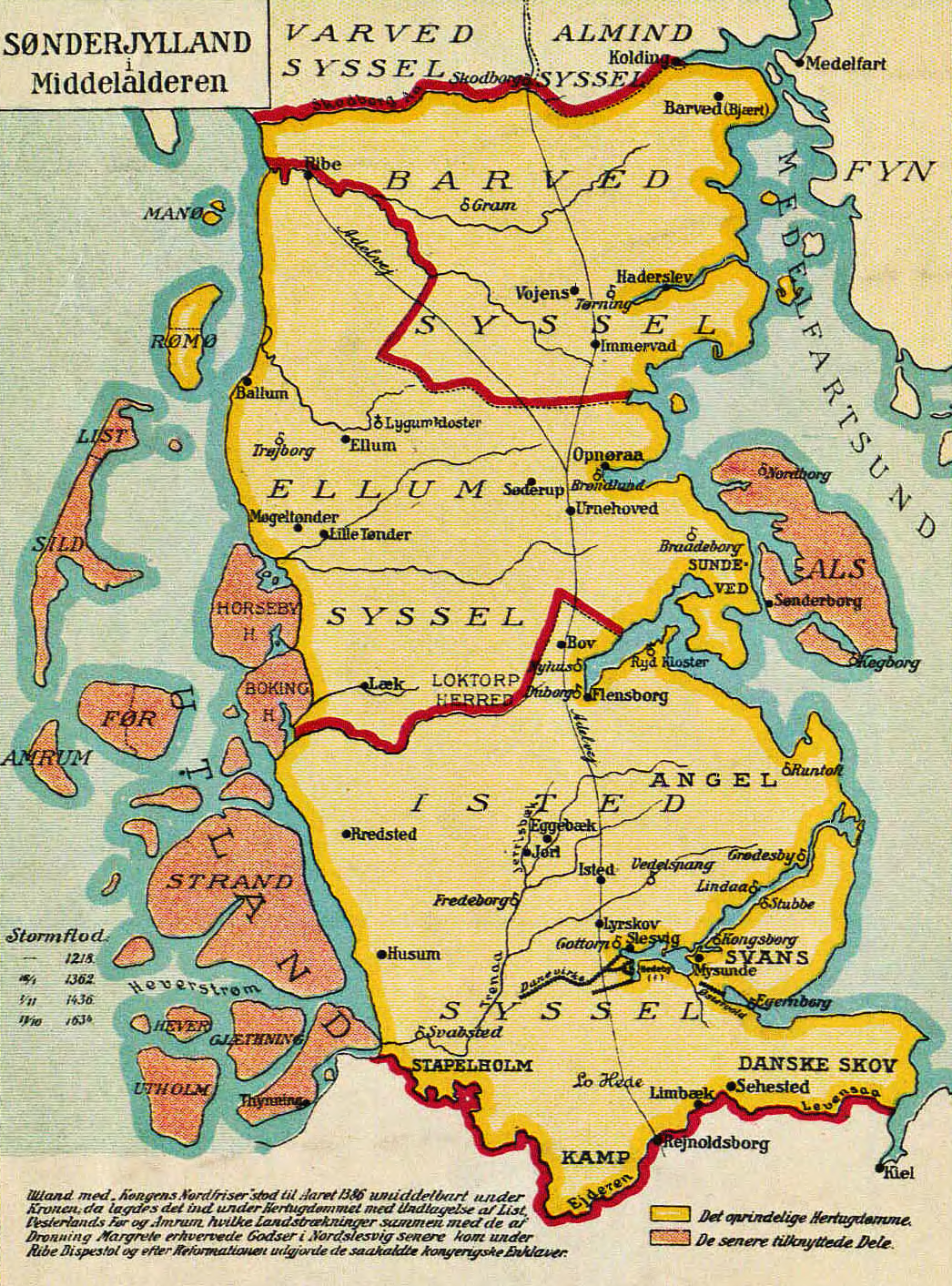
Die politische Einteilung von Schleswig/Sønderjylland im Mittelalter (Karte von 1913)

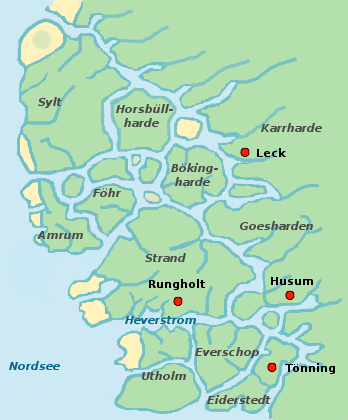
Mutmaßliche Küstenlandschaft Nordfrieslands bzw. der Uthlande vor der zweiten Marcellusflut 1362

Unter Uthlande oder Utlande (niederdeutsch oder altdänisch für Außenlande, im Dänischen auch: Friselag(en)) versteht man die dem Festland vorgelagerten Außenlande (Inseln, Halligen und Marschen) im heutigen Kreis Nordfriesland.

## Geschichte
Die Bezeichnung ist urkundlich erstmals für das 12. Jahrhundert überliefert. Die damaligen Inseln unterschieden sich sowohl in ihrem politischen Status als auch in ihrer sozialen Zusammensetzung deutlich vom Festland. Heute ist ein Teil der ehemaligen Uthlande im Meer versunken (insbesondere ein Großteil der Insel Strand), teilweise durch Eindeichung und Landgewinnung Teil des Festlands geworden. Die Bezeichnung geht vermutlich auf die ostdänische Kanzleisprache im damals noch dänischen Lund in Skåne zurück.
Auf dem dänischen Festland waren später die Harden der größte Verwaltungsbezirk. Sie bestanden aus mehreren Kirchspielen. Auf dem jütländischen Festland gab es noch Syssel, die mehrere Harden zusammenfassten, in den Uthlanden aber komplett fehlten. Die Friesen wurden direkte Untertanen des dänischen Königs („Königsfriesen“) und fochten für ihn in den Schlachten mit dem Heiligen Römischen Reich und den Holsteinern. Im Mittelalter gelang es ihnen dennoch, eine weitgehende Autonomie zu erhalten. Vom 1241 erlassenen Jydske Lov waren sie ausgenommen und durften weiter nach dem Friesischen Recht rechtsprechen (siehe auch Lex Frisionum, Siebenhardenbeliebung, Krone der rechten Wahrheit).
Als 1250 König Erik IV. von Dänemark versuchte, auch in den Uthlanden den Plogpennig, die Steuer eines Pfennigs auf jeden Pflug einzutreiben, musste er die Gegend schließlich fluchtartig verlassen, nachdem viele dänische Ritter dort ihr Leben gelassen hatten. Sein Bruder, Mörder und Nachfolger Abel verlor den größten Teil seines Heeres und sein Leben, als er 1252 wiederum versuchte, die Steuern einzutreiben.
1261 schloss die Hansestadt Hamburg einen Friedensvertrag mit den Friesen in Utlandia; ob damit nur die drei Eiderstedter Harden oder das ganze Uthland gemeint ist, geht aus der Urkunde nicht hervor. Bis 1284 hatte sich die Zentralgewalt so sehr verfestigt, dass Herzog Waldemar IV. von Schleswig in der Lage war, einen bindenden Vertrag auch im Namen der Friesen mit der Hansestadt Bremen zu schließen.

## Harden der Uthlande

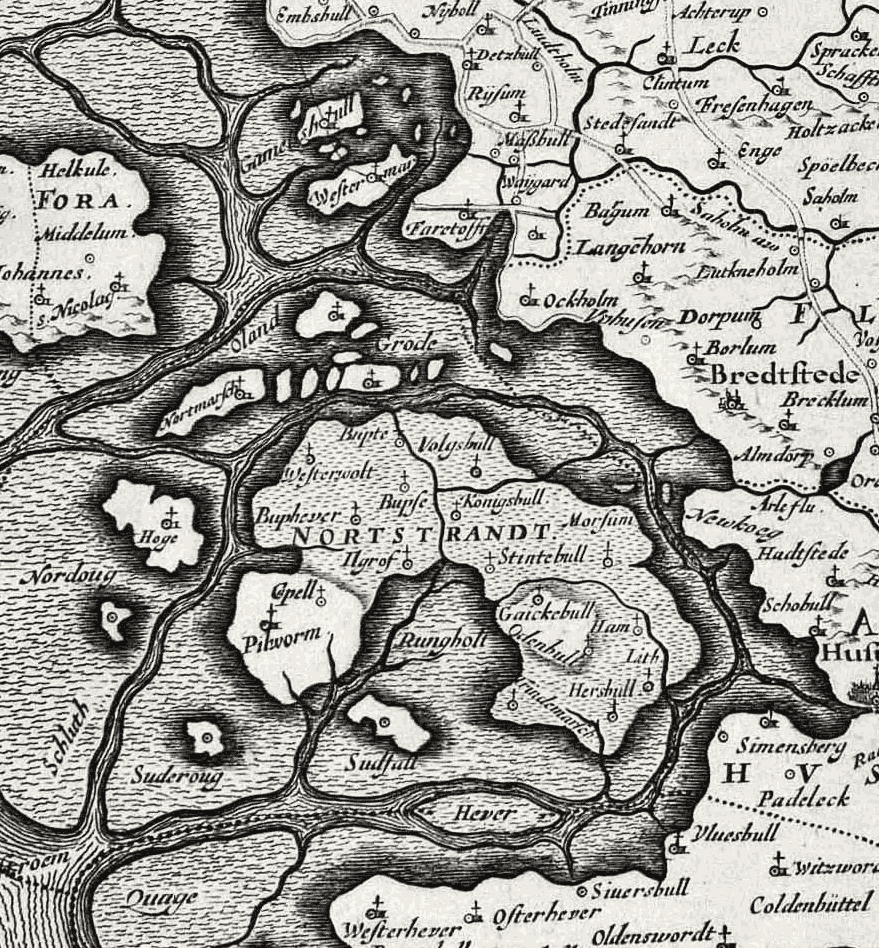
Das Gebiet der Halligen / Uthlande um 1650 auf einer Karte von Johannes Mejer

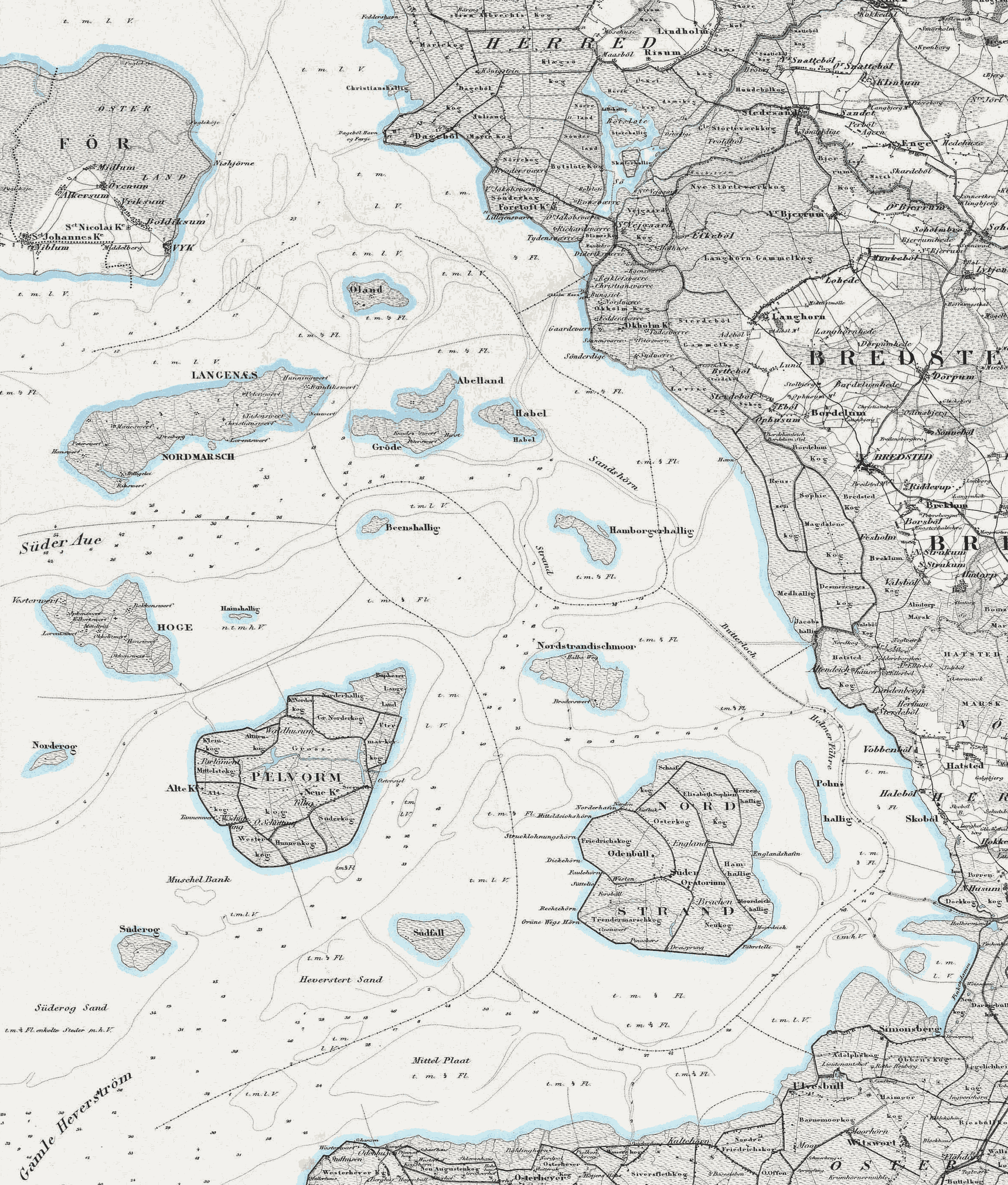
Das Gebiet der Halligen / Uthlande um 1850

Im Mittelalter gehörten folgende Harden zu den Uthlanden:
- Bökingharde, heute Festland
- Horsbüllharde (Wiedingharde), heute Festland
- Föhr Osterharde (der Osten der Insel Föhr), weiterhin Insel
- Föhr Westerharde (Amrum und der Westen Föhrs), weiterhin Insel
- Sylt (Sylt)
- Wiriksharde (früher Teil der Insel Strand, etwa das Gebiet um Hallig Langeneß), im 16. Jahrhundert mit der Beltringharde vereint und 1634 größtenteils im Meer versunken
- Beltringharde (Nordostteil der Insel Strand), größtenteils im Meer versunken
- Pellwormharde (Südwestteil der Insel Strand, etwa das heutige Pellworm), teilweise im Meer versunken
- Edomsharde (Südteil der Insel Strand einschließlich des untergegangenen Rungholts), bis auf die heutige Halbinsel Nordstrand größtenteils im Meer versunken
- Lundenbergharde (Südostteil der Insel Strand, etwa das Gebiet des heutigen Simonsberg), Reste sind heute Festland
- Eiderstedt (Ostteil des heutigen Eiderstedts), heute Halbinsel
- Everschop (Nordwestteil des heutigen Eiderstedts mit Westerhever, damals eine Insel), heute Halbinsel
- Utholm (Südwestteil des heutigen Eiderstedts mit St. Peter-Ording, damals eine Insel), heute Halbinsel.

Die Aufzählung der Gebiete variiert nach Quelle und Jahr. Die Gestalt der Küste hat sich im Verlauf der Jahrhunderte stark verändert. Wichtige Quellen sind das um 1230 entstandene Erdbuch Waldemars II. und historisierende Karten von Johannes Mejer (1652 gedruckt). Im Erdbuch befindet sich eine gesonderte Aufzeichnung aller bewohnten Inseln der Westküste. Die drei dort aufgeführten Namen Gaestaenacka, Hwaelae major und Hwaelae minor sind als Inseln heute nicht mehr auffindbar oder nachweisbar. Die oft geäußerte Vermutung, dass diese westlich von Alt-Nordstrand lagen und bei Sturmfluten bis zum 14. Jahrhundert im Meer versanken, wird aber angezweifelt: Möglicherweise sind diese drei Namen das Produkt von Transkriptionsfehlern, die dem damaligen Schreiber bei der Übertragung der Namen DeStrandt, Eydaerstath und Hewerschop unterlaufen sind.

## Region Uthlande
Am 26. März 2002 wurde der Verein Regionale Partnerschaft Uthlande e. V. gegründet, der sich zum Ziel gesetzt hat, die die Inseln und Halligen in Nordfriesland umfassende „Region Uthlande“ zu fördern.
In Midlum auf Föhr wurde 2006 das Regionalbüro Uthlande der Insel- und Halligkonferenz (IHKo) eingerichtet. Der Verein IHKo ist zusammengesetzt aus 26 Gemeinden und zwei Städten der nordfriesischen Inseln und Halligen sowie Helgoland. Er engagiert sich für die Belange der Region und ihrer Bevölkerung, soll eine bessere Benetzung unter den Inseln herbeiführen, um die Uthlande wirtschaftlich und kulturell aufzuwerten und um ihre Identität zu wahren.

## Sonstiges
Das Intercity-Zugpaar Dresden–Westerland verkehrt unter dem Namen Uthlande, desgleichen trugen und tragen auch mehrere Schiffe diesen Namen.